# 克里斯多福·森布羅斯基
克里斯多福·森布羅斯基（英語：Christopher Sembroski，1979年8月28日—）是一名美國資料工程師、空軍退伍軍人和商業太空人，目前居住在美國華盛頓州吉格港。他乘坐由億萬富翁賈里德·艾薩克曼資助的私人太空飛行靈感4號進入軌道。
森布羅斯基是藍色起源公司的員工，也是靈感4號任務的乘員。他的朋友凱爾·希普欽（Kyle Hippchen）因為超過天龍號運載火箭的重量限制，因此將航天職位讓給森布羅斯基。
森布羅斯基長期以來一直對太空感興趣，是名業餘天文學家和火箭愛好者。在訓練期間，森布羅斯基獲得「Hanks」的呼號。
2021年8月，他與靈感4號的其他乘員一起登上《時代》雜誌雙月刊的封面。

## 職業生涯
森布羅斯基在北卡羅來納州坎納波利斯長大。大學期間，他曾在非營利組織ProSpace擔任志願者，該組織倡導私人太空飛行。他也是阿拉巴馬州亨茨维尔太空營的輔導員，該營地向兒童和青少年推廣科學、技術、工程和數學。大學畢業後，他加入美國空軍，成為一名機電技術員，駐紮在蒙大拿州大瀑布城的馬姆斯特羅姆空軍基地。他曾在洛克希德·馬丁公司擔任資料工程師。之後，他轉到藍色起源公司擔任航空電子工程師。
他是太空探索者協會的會士。

## 外部連結
- SpaceFacts.de: Tourist Biography: Christopher Sembroski （页面存档备份，存于）
- Inspiration4 Crew Page （页面存档备份，存于）
- 克里斯多福·森布羅斯基在互联网电影资料库（IMDb）上的資料（英文）